# کنگ-سای (شهرستان قره‌سو)
کنگ-سای (به لاتین: Keng-Say) یک روستا در قرقیزستان است که در استان اوش واقع شده‌است. کنگ-سای ۶٬۶۰۴ نفر جمعیت دارد.